# Shirley Bunnie Foy
Shirley Bunnie Foy (née à New York le 13 octobre 1936 et morte le 24 novembre 2016 à Saint-Laurent-du-Var,), est une chanteuse et percussionniste de jazz américaine, connue également sous le nom de Bunny Foy.

## Biographie
Élevée dans une famille de musiciens, Shirley Bunnie Foy chante dès son plus jeune âge (blues, gospel, chants caraïbéens et africains), puis fréquente par la suite l'École de New York[réf. souhaitée], où elle étudie le piano et la théorie musicale. Durant cette période, elle a l'occasion de rencontrer et d’étudier avec John Coltrane et Junior Cook.
En 1954, Shirley Bunnie Foy fait partie des Dell-Tones, un groupe vocal et instrumental de rhythm and blues duquel ont fait partie Della Griffin, Sonny Til, Paul Griffin, Diz Russell, Jerry Holeman, Aaron "Tex" Cornelius, Billy Adams, Renee Stewart, Algie Willie et une section de trombones formée de Slide Hampton, Melba Liston, Dave Baker et Chuck Connors. Le groupe des Dell-Tones se produit dans divers clubs de New York et sort en 1957 Voices of Love et I'm so Lonely.
Shirley Bunnie Foy s’établit en Italie, après avoir quitté les États-Unis à la fin des années 1970.
Au cours de sa longue carrière, évoluant principalement entre les États-Unis, la France et l’Italie, Shirley Bunnie Foy se produit avec notamment Archie Shepp, Art Blakey, Johnny Griffin, Tony Scott, Freddie Hubbard, Charlie Shavers, Jo Jones, Randy Weston et également avec les musiciens italiens Franco Cerri, Pino Presti, Bruno De Filippi,  Tullio De Piscopo, Enrico Intra, Renato Sellani, Gilberto Cuppini, Mario Rusca, Giampiero Boneschi, Sante Palumbo, Stefano Bagnoli, Lino Patruno, Paolo Tomelleri, le jamaïcain Sonny Taylor, etc.,,,.
Elle épouse le pianiste Pierre Franzino, niçois, qu’elle a connu à Paris en 1959 et avec qui elle collaborera à maintes occasions. Ils auront un fils Antoine, dit "Tony", né et décédé à Nice.
Résidant désormais à Nice depuis la fin des années 1990, elle se produit depuis le début des années 2000 en clubs et festivals, en général sur la Côte d’Azur et en Italie, avec notamment Sébastien Chaumont, Fred d'Œlsnitz, Ronnie Rae, Olivier Slama, François Chassagnite, Bibi Rovère, Laurent Sarrien, Eric Alberti, Dimitri Shapko, Fabrice Bistoni, Pascal Masson, Yoann Serra, et Dodo Goya.
En 2012, les concerts de Shirley B. Foy sont devenus moins fréquents, et elle consacre principalement son temps à l’enseignement et à la compositon.
En 2013 est publié par le label MAP Golden Jazz,  l'album hommage Shirley Bunnie Foy (60th Anniversary), avec la participation des grands musiciens qui l'ont accompagnée pendant sa longue carrière: The Dell-Tones, Tony Scott, Archie Shepp, Lou Bennett, Jean-Sébastien Simonoviez et bien d'autres. L'album est produit par Pino Presti & Mad Of Jazz et Claudio Citarella.

## Discographie
Leader :
- 1974 : May-O, BASF
- 2013 : Shirley Bunnie Foy (60th Anniversary), MAP Golden Jazz

Participations :

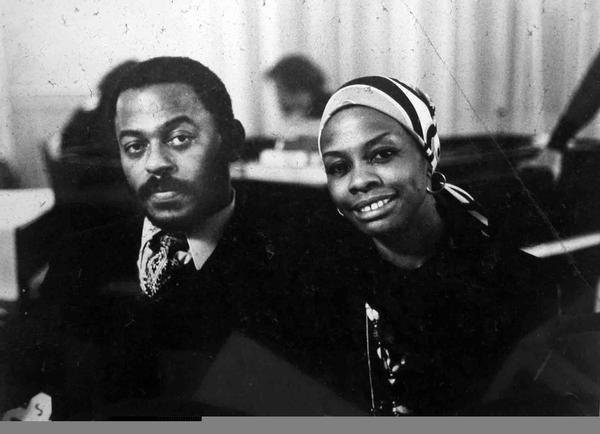
Shirley Bunnie Foy avec Archie Shepp

- 1967 : George Braith - Musart, Prestige Records
- 1975 : Enrico Intra - Messa d'oggi, Ri-Fi / Golden Jazz
- 1975 : Archie Shepp - A Sea of Faces, Black Saint
- 1976 : Franco Cerri / Tony Scott - Franco, Tony e Pompeo, Mallobia
- 1977 : Franco Cerri - Un Suo Modo de Dire, Dire Records
- 1978 : Franco Cerri - Noi Duero
- 2006 : Dodo Goya - 1956/2006 Anniversary of The Jazz Festival At The Sanremo Casino, Splasc(h) Records
- 2007 : Jean-Sébastien Simonoviez - Transition Cosmic Power, Black and Blue

Compilations :
- 2000 : Riviera Jazz Vol.1, Mo' Smog Records
- 2005 : African Spirits : A Spiritual Jazz Journey Looking Back To Africa, Soul Brother Rec
- 2009 : A La Costa Sud, Edizioni Musicali Curci
- 2011 : Montecarlo - Life Night & Day, h.squared / Halidon